# Bandō, Ibaraki
Bandō (坂東市 Bandō-shi) là thành phố thuộc tỉnh Ibaraki, Nhật Bản. Tính đến ngày 1 tháng 10 năm 2020, dân số ước tính thành phố là 52.265 người và mật độ dân số là 420 người/km2. Tổng diện tích thành phố là 123 km2.

## Địa lý

### Đô thị lân cận
- Ibaraki
  - Jōsō
  - Koga
  - Yachiyo
  - Sakai
- Chiba
  - Noda